# Jezioro Tomaszne
Jezioro Tomaszne (daw: Orechow) – jezioro linowo-szczupakowe, eutroficzno-oligotroficzne w zachodniej części pojezierza Łęczyńsko-Włodawskiego w gminie Sosnowica, w powiecie parczewskim, w województwie lubelskim.
Jezioro położone jest w bezpośrednim sąsiedztwie wsi Nowy Orzechów i Stary Orzechów. Długość jego brzegu wynosi 3 km 650 m, objętość 2 208 000 m³ i powierzchnię wynoszącą 85,5 hektara. Zostało włączone do systemu Kanału Wieprz-Krzna jako zbiornik retencyjny o powierzchni zalewowej 95 ha. Obecnie jezioro jest rezerwuarem wody dla zespołu stawów Jedlanka. W latach 1995–2001 jezioro posiadało III klasę czystości wody. Latem wykorzystywane jest w celach rekreacyjnych, pomimo braku kąpieliska. Prawie wszystkie brzegi jeziora porośnięte są trzciną pospolitą.